# Tuyubil
Tuyubil är en ort i Argentina.   Den ligger i provinsen La Rioja, i den nordvästra delen av landet, 1 100 km nordväst om huvudstaden Buenos Aires. Tuyubil ligger 1 197 meter över havet och antalet invånare är 3 918.
Terrängen runt Tuyubil är varierad. Tuyubil ligger nere i en dal. Runt Tuyubil är det mycket glesbefolkat, med 3 invånare per kvadratkilometer.. Tuyubil är det största samhället i trakten. 
Omgivningarna runt Tuyubil är i huvudsak ett öppet busklandskap.